# 돌아이 2
"돌아이 2"는 한국에서 제작된 이두용 감독의 1986년 액션 영화이다. 전영록 등이 주연으로 출연하였고 방규식 등이 제작에 참여하였다.

## 출연

### 주연
- 전영록

### 조연
- 민복기
- 신은정
- 손은주
- 김미현
- 오덕

## 기타
- 제작상무: 김수남
- 제작부장: 이충조
- 제작주임: 천동환
- 조명: 차정남